# Nita Strauss
Vinita Sandhya Strauss (Los Angeles, 7 de desembre de 1986) és una guitarrista estatunidenca reconeguda pel seu treball amb les agrupacions tribut The Iron Maidens i la KISS, i amb la banda Femme Fatale. Des de juny de 2014 és guitarrista líder de gira a la banda de Alice Cooper després substituir Orianthi.
Va començar a tocar la guitarra als seus tretze anys i va obtenir reconeixement tocant amb la banda tribut The Iron Maidens, on es feia dir Mega Murray (la versió femenina de Dave Murray d'Iron Maiden). Ha col·laborat amb diferents bandes com a guitarrista, sigui en presentacions en viu sigui gravacions d'estudi per a bandes com As Blood Runs Black, FB1964, Docker's Guild i Maxxxwell Carlisle. El 2013 es va unir al grup Femme Fatale i el 2014 a Alice Cooper com a guitarrista de gira. La van col·locar a la posició #1 en la llista de les 10 Dones Guitarristes que Hauries Conèixer, publicada per Guitar World. En 2017 va fundar la banda We Start Wars, una agrupació formada només per dones. Més tard va decidir debutar com a solista i al novembre de 2018 va publicar un àlbum titulat Controlled Chaos. Encara que ella afirma ser descendent del compositor austríac Johann Strauss II no hi ha evidències que ho demostrin.

## Discografia
Com a solista
- Controlled Chaos (2018)